# Mikołaj Hussowski

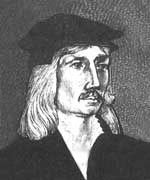
Mikołaj Hussowski

Mikołaj Hussowski (auch: Mikołaj Hussowczyk, Nicolaus Hussovianus, Mikołaj z Hussowa; * zwischen 1475 und 1485; † nach 1533) war ein Humanist und Dichter aus den Gebieten des Königreichs Polen und des Großfürstentums Litauen.
Über Hussovianus' Abstammung und Lebensumstände ist nur wenig bekannt. Es wird im Allgemeinen angenommen, dass er zwischen 1475 und 1485 geboren wurde. Er reiste 1521 als Höfling Erazm Ciołeks, des Bischofs von Płock, nach Rom. Dort verfasste er in dessen Auftrag das Gedicht Carmen de statura, feritate ac venatione bisontis, das dem Papst Leo X. überreicht werden sollte, der ein passionierter Jäger war.
Nach dem plötzlichen Tod des Papstes und dem kurz darauf folgenden Tod seines Dienstherren kehrte Hussovianus nach Polen zurück, und sein Carmen de statura, feritate ac venatione bisontis erschien nicht, wie geplant in Italien, sondern 1523 in Krakau und wurde der Königin Bona Sforza gewidmet. Mit diesem Werk sowie den Schriften Nova et miranda victoria de Turcis mense Iulio (1524) und De vita et gestis Divi Hyacinthi (1525) reiht sich Hussovianus in die Gruppe polnisch-litauischer Dichter der Frührenaissance ein, die in lateinischer Sprache schrieben.